# Aeropuerto de Wamena
El aeropuerto de Wamena (en indonesio: Bandar Udara Wamena) (código IATA: WMX, código OACI: WAVV), es un aeropuerto que sirve a la ciudad de Wamena, Regencia de Jayawijaya, provincia de Papúa, Indonesia. El aeropuerto también sirve a la Regencia de Lanny Jaya  y a la Regencia de Tolikara. Actualmente, es el único aeropuerto en la región montañosa de Papúa que puede albergar aviones de fuselaje estrecho como el Airbus A320, Boeing 737 y Lockheed C-130 Hercules. El aeropuerto también sirve como punto de entrada al valle de Baliem, donde es conocido por el Festival Cultural del Valle de Baliem (en indonesio: Festival Budaya Lembah Baliem) que se celebra anualmente.
Debido a que se encuentra a gran altitud y está rodeado de altas montañas, el aeropuerto de Wamena es considerado uno de los aeropuertos más peligrosos de Indonesia. El clima impredecible en las tierras altas de Papúa ha provocado algunos accidentes de aviación, que en ocasiones han provocado muertes. Además, la presencia de la guerrilla del Movimiento Papúa Libre en las montañas y selvas cercanas ha representado un grave riesgo para la seguridad de los pasajeros en el aeropuerto.

## Mejora

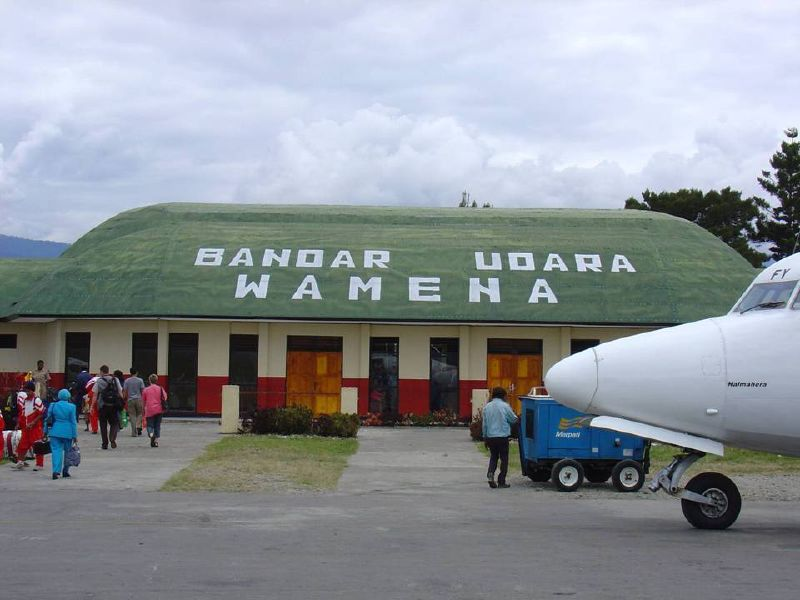
Aeropuerto de Wamena

Recientemente, el presidente Joko Widodo inauguró una nueva terminal. La nueva terminal, que se asemeja al tradicional honai casero de Papúa, fue inaugurada el 30 de diciembre de 2015. La nueva terminal que tiene una superficie de 4.000 m² sustituyó a la antigua terminal deteriorada que solo tiene una superficie de 965 m². Además, la pista también se está ampliando de 2175 m a 2400 m. La mejora adicional implica la construcción de una calle de rodaje paralela en el aeropuerto.
Las instalaciones de la nueva terminal incluyen 5 mostradores de facturación, nueva sala de embarque con aire acondicionado, baño más grande y más asientos en la sala de embarque. Las instalaciones del lado del aire incluyen una plataforma que tiene dos puestos de aeronaves que cubren un área de 180 mx 45 my 356 mx 45 m cada uno. La pista del aeropuerto tiene una longitud de 2.175 m, que se ampliaría a 2.400 m eventualmente a 2.600 m.

## Aerolíneas y destinos

### Pasajeros
| Airlines            | Destinations |
| ------------------- | --- |
| Dimonim Air         | Charter: Dekai, Elelim, Karubaga, Sinak, Ilaga, Beoga, Mulia, Ilu, Jayapura, Mamit, Bokondini, Kobakma, Pasema, Anggruk, Faowi, Kenyam, Paro |
| Susi Air            | Aphalapsili, Bokondini, Dekai, Elelim, Jayapura, Karubaga, Kenyam, Mapenduma, Mulia, Pasema, Tiom                                            |
| Trigana Air Service | Jayapura, Timika |
| Wings Air           | Jayapura, Timika |

### Carga
| Aerolíneas                 | Destinos |
| -------------------------- | -------- |
| Cardig Air                 | Jayapura |
| Jayawijaya Dirgantara      | Jayapura |
| Tri-MG Intra Asia Airlines | Jayapura |
| Deraya Air                 | Jayapura |

## Accidentes e incidentes
El aeropuerto de Wamena, el único aeropuerto de la región que puede albergar aviones Hércules de las Fuerzas Armadas de Indonesia (TNI), fue arrasado por un incendio el 26 de septiembre de 2011; Todos los edificios, incluidas las terminales de salida y llegada, fueron incendiados.
- El 15 de agosto de 1984, un Airfast Indonesia Douglas C-47A PK-OBC se estrelló contra una montaña cerca de Wamena. Dos de las tres personas a bordo murieron.[6]
- El 21 de abril de 2002, un Antonov An-72 (ES-NOP) de la aerolínea estonia Enimex resultó dañado en un aterrizaje forzoso en el aeropuerto de Wamena; se produjo un incendio menor. Debido a la batería descargada del camión de bomberos, algunos bomberos corrieron al lugar del accidente con extintores portátiles. Después de unos 20 minutos, la batería del camión se cargó, pero la aeronave tuvo que ser cancelada. No hubo víctimas mortales.[7]
- El 9 de abril de 2009, un Aviastar BAe 146-300 PK-BRD, voló hacia una montaña cerca de Wamena, después de una segunda aproximación fallida para aterrizar en el aeropuerto de Wamena.[8]
- El 18 de diciembre de 2016, un Lockheed C-130 Hercules de la Fuerza Aérea de Indonesia voló hacia las colinas a 1700 m al sureste del umbral de la pista mientras intentaba aterrizar con poca visibilidad, matando a los 13 a bordo.[9][10]
- El 18 de julio de 2017, un Boeing 737-300F (Carguero) (PK-YGG) de la aerolínea indonesia Tri-MG Intra Asia Airlines sufrió daños sustanciales después de un aterrizaje forzoso y una posterior excursión en la pista. El avión se detuvo en un terreno accidentado. No se reportaron heridos.[11]

## Referecencias
1. ↑  Liputan6.com (30 de diciembre de 2015). «Jokowi Resmikan 2 Bandara Baru di Papua». liputan6.com (en indonesio). Consultado el 2 de octubre de 2020.
2. ↑  Liputan6.com (29 de diciembre de 2015). «Bandara Wamena Siap Diresmikan Presiden Jokowi». liputan6.com (en indonesio). Consultado el 2 de octubre de 2020.
3. ↑  «Parallel Taxiway Akan Dibangun di Bandara Wamena». Republika Online (en indonesio). 12 de abril de 2016. Consultado el 2 de octubre de 2020.
4. ↑  BeritaSatu.com. «Ini Fasilitas Baru di Bandara Wamena». beritasatu.com (en indonesio). Consultado el 2 de octubre de 2020.
5. ↑  «El fuego arrasa el aeropuerto de Wamena». Archivado desde el original el 15 de octubre de 2012. Consultado el 2 de octubre de 2020.
6. ↑  Ranter, Harro. «ASN Aircraft accident Douglas C-47A-10-DK (DC-3) PK-OBC Wamena». www.aviation-safety.net. Consultado el 2 de octubre de 2020.
7. ↑  Ranter, Harro. «ASN Aircraft accident Antonov An-72-100 ES-NOP Wamena Airport (WMX)». aviation-safety.net. Consultado el 2 de octubre de 2020.
8. ↑  «Crash: Aviastar Mandiri B463 at Wamena on Apr 9th 2009, impacted mountain on second approach». avherald.com. Consultado el 2 de octubre de 2020.
9. ↑  «Indonesian air force plane crashes in Papua killing 13: official». www.abc.net.au (en inglés australiano). 18 de diciembre de 2016. Consultado el 2 de octubre de 2020.
10. ↑  Ranter, Harro. «ASN Aircraft accident Lockheed C-130H Hercules A-1334 Wamena Airport (WMX)». aviation-safety.net. Consultado el 2 de octubre de 2020.
11. ↑  «Accident: Tri-M.G B733 at Wamena on Jul 18th 2017, runway excursion on landing». www.avherald.com. Consultado el 2 de octubre de 2020.